# Račice (okres Rakovník)
Obec Račice (německy Ratschitz) se nachází v okrese Rakovník, kraj Středočeský, ve svahu na pravém břehu řeky Berounky necelých 17 km jihovýchodně od Rakovníka a 13 km severozápadně od Berouna. Žije zde 170 obyvatel. Obcí prochází železniční trať 174, spojující obě výše uvedená města.

## Historie
Račice vznikly již v průběhu 14. století, první dochovaná písemná zmínka o obci se však nalézá až v urbáři z roku 1556. Prvotně byli ve vsi 4 osedlí, všichni hrnčíři, kteří měli povinnost dodávat každý týden 12 hrnců a 12 kahanců na Křivoklát, které museli sami na zádech na hrad odnést. Jeden z nich také musel pomáhat při lovu na divoká prasata. Klejt na polévání hrnců brali z olověných hor u Častonic. Ve spolek měli přiděleno 3/4 lánu dědin (67 strychů), což ze všech činilo chalupníky. Po husitských válkách se ze třech usedlých stali sedláci, čtvrtý zůstal chalupníkem. Již od vzniku obce měli obyvatelé povoleno těžit v okolních lesích palivové dříví a proutí ke stavbě polských plotů. Za to museli platit každý rok 90 vajec. (Urbář z roku 1556 uvádí jmenovitě počty: Havel 15, Jan Blín 30, Jan Vožralý 30 a Jaroš 15). Také měli právo sekat v lesích trávu na seno pro dobytek a hnát dobytek do lesa na pastvu. Za sekání trávy platil každý tři slepice ročně, za pastvu pak každý po dvou slepicích, dvou sýrech a patnácti vejcích, z toho polovina slepic, sýrů a každé třetí vejce náleželo hudlickým hajným a zbytek odváděli na Křivoklát.
Za třicetileté války dva statky zpustly a manská povinnost odvádění hrnců a kahanců byla nahrazená peněžitým platem.
Roku 1651 bylo v Račicích již 28 osedlých, z toho 19 katolíků a 9 nekatolíků. Záznamy dále uvádějí jména a majetky některých z nich: Jan Rota má 15 strychů polí a luk na 4 vozy sena. Bartoň Blín má 18 strychů polí a luk na 5 vozů sena. Jan Dvořák má 14 strychů polí a luk na 5 vozů sena. Alžběta Havlíčková má 40 strychů polí a luk na 6 vozů sena. K nim patřil také oborský hajný Blažej z lesa. Dále je uvedeno, že k Račicím patřil les do vzdálenosti 100 provazců od vesnice, ve kterém mohou obyvatelé hospodařit, ale dřevo nesmí užívat na stavbu či k prodeji bez povolení vrchnosti.
V lednu 1686 odkoupil Křivoklátské panství, pod které Račice spadaly, místodržitel království českého Arnošt Josef z Valdštejna. Ten se v průběhu mnohých soudních pří zmocnil všech svobodných dvorů, které na panství držela různá nižší šlechta a také všem obcím pobral lesy dokládaje, že v urbáři je přikázané nemají. Dostal se tak do sporu i s Račickými, jenže polovina ze 100 provazců lesa, zapsaného Račicím, již byla vykácena a přeměněna v pole. Spor se táhl až do roku 1736, kdy bylo Račicím přiznáno 50 provazců lesa v revíru oborském a 5 sáhů palivového dříví ročně.
Dosud náležely Račice k rychtě zbečské, Valdštejn je přidělil k rychtě budské.
Roku 1785 byl v Račicích 1 sedlák, 2 chalupníci, a 11 domkářů. Sedlák robotoval 3 dny v týdnu s potahem, chalupníci po 3 dnech ručně, domkáři muži po 8, ženy po 4 dnech do roka.
Roku 1862 bylo právo na pastvy, sekání proutí a 5 sáhů dříví vyváženo za 1400 zlatých.
Račice vždy spadaly pod zbečenskou faru. Desátek platili faráři 1 strych a 3 věrtele žita a za letníky 16 grošů.

### Územněsprávní začlenění
Dějiny územněsprávního začleňování zahrnují období od roku 1850 do současnosti. V chronologickém přehledu je uvedena územně administrativní příslušnost obce v roce, kdy ke změně došlo:
- 1850 země česká, kraj Praha, politický okres Rakovník, soudní okres Křivoklát[5]
- 1855 země česká, kraj Praha, soudní okres Křivoklát
- 1868 země česká, politický okres Rakovník, soudní okres Křivoklát
- 1939 země česká, Oberlandrat Kladno, politický okres Rakovník, soudní okres Křivoklát[6]
- 1942 země česká, Oberlandrat Praha, politický okres Rakovník, soudní okres Křivoklát[7]
- 1945 země česká, správní okres Rakovník, soudní okres Křivoklát[8]
- 1949 Pražský kraj, okres Rakovník[9]
- 1960 Středočeský kraj, okres Rakovník
- 2003 Středočeský kraj, obec s rozšířenou působností Rakovník

### Rok 1932
Ve vsi Račice (411 obyvatel) byly v roce 1932 evidovány tyto živnosti a obchody: hostinec, kovář, 8 rolníků, řezník, 2 obchody se smíšeným zbožím, trafika, truhlář.

## Doprava
Dopravní síť
- Pozemní komunikace – Do obce vedou silnice III. třídy.

- Železnice – Územím obce vede podle Berounky železniční Trať 174 Beroun – Rakovník. Je to jednokolejná celostátní trať, doprava na ní byla zahájena roku 1878.

Veřejná doprava 2011
- Autobusová doprava – Obec byla a je bez autobusové dopravní obsluhy.

- Železniční doprava – V železniční zastávce Račice nad Berounkou zastavovalo v pracovních dnech 12 párů osobních vlaků, o víkendech 10 párů osobních vlaků.